# 吉兹兰·谢巴克
吉兹兰·谢巴克（阿拉伯語：غزلان الشباك；1990年2月22日—），摩洛哥女子职业足球运动员，司职前锋，目前效力于FC Levante Las Planas和摩洛哥国家女子足球队。她曾代表摩洛哥参加2022年非洲女子世界杯和2023年国际足联女子世界杯等多场国际赛事。